# Associazione Calcio Fiorentina 1997-1998
Questa voce raccoglie le informazioni riguardanti l'Associazione Calcio Fiorentina nelle competizioni ufficiali della stagione 1997-1998.

## Stagione
Nella stagione 1997-1998 la Fiorentina disputa il sessantaduesimo campionato di Serie A della sua storia.
Nella campagna acquisti per la stagione 1997-1998 arriva il brasiliano Edmundo. La stagione di Malesani verrà ricordata soprattutto per il divertente accadimento della prima giornata di campionato: la Fiorentina era impegnata a Udine e con la tripletta di Batistuta, di cui due 'prodezze' negli ultimissimi minuti di gioco, era riuscita a vincere per 3-2 contro l'Udinese. Finita la partita, l'allenatore corse pieno di gioia sotto la curva dei tifosi viola, festeggiando con loro, episodio che gli attribuì il soprannome L'Allenatore Ultrà. La Fiorentina di Malesani si dimostrò una "mina vagante", perdendo con formazioni modeste e vincendo con le squadre più blasonate, ma mostrando sempre un gioco spumeggiante e divertente. L'organico spesso ha risentito di infortuni come quello del russo Kančelskis, che aveva iniziato un campionato in gran forma ma venne subito fermato da una serie di infortuni alla caviglia, che lo tennero fuori per vari mesi. Il duo ormai ampiamente rodato, Rui Costa-Batistuta è stato autore di un'altra prestazione stagionale a livelli elevati, esaltata dall'estro del brasiliano Edmundo che, disponibile da gennaio, è divenuto presto uno degli idoli della tifoseria.
Alberto Malesani ebbe tuttavia, pessimi rapporti durante la primavera con il presidente Cecchi Gori, il quale decise a fine campionato di non confermarlo. Dopo un periodo di vacanza della panchina viola e varie voci sull'arrivo di Renzo Ulivieri dal Bologna o del tifoso viola Emiliano Mondonico, il presidente propose la panchina della sua squadra, per la prossima stagione, ad uno dei più grandi allenatori del momento, Giovanni Trapattoni, che accettò.

## Divise e sponsor
Lo sponsor ufficiale per la stagione 1997-1998 fu Nintendo, mentre il fornitore di materiale tecnico fu Fila.
| Casa | Trasferta | Terza divisa |

## Organigramma societario
Area direttiva
- Presidente: Vittorio Cecchi Gori
- Presidente onorario: Valeria Cecchi Gori
- Vicepresidente: Ugo Poggi
- Amministratore delegato: Luciano Luna
- General Manager: Giancarlo Antognoni
- Direttore sportivo: Oreste Cinquini
- Team Manager: Roberto Giachetti
- Addetto stampa: Vincenzo Macilletti
- Relazioni esterne: Massimo Sandrelli
- Segretario generale: Raffaele Righetti

Area sanitaria
- Medico sociale: Marcello Manzuoli
- Massaggiatori: Alberto Benesperi e Luciano Dati
- Fisioterapista: Alberto Andorlini

Area tecnica
- Allenatore: Alberto Malesani
- Allenatore in 2ª: Luigi Milan
- Preparatore dei portieri: Fabrizio Paese
- Allenatore Primavera: Aurelio Andreazzoli
- Preparatore atletico: Anselmo Malatrasi

## Rosa
| N. |                       | Ruolo | Calciatore           |
| -- | --------------------- | ----- | -------------------- |
| 1  | Italia (bandiera)     | P     | Francesco Toldo      |
| 2  | Italia (bandiera)     | D     | Giulio Falcone       |
| 3  | Italia (bandiera)     | D     | Michele Serena       |
| 4  | Italia (bandiera)     | C     | Giovanni Piacentini  |
| 5  | Italia (bandiera)     | D     | Pasquale Padalino    |
| 6  | Italia (bandiera)     | D     | Aldo Firicano        |
| 7  | Svezia (bandiera)     | C     | Stefan Schwarz       |
| 8  | Italia (bandiera)     | C     | Emiliano Bigica (I)  |
| 9  | Argentina (bandiera)  | A     | Gabriel Batistuta    |
| 10 | Portogallo (bandiera) | C     | Rui Costa            |
| 11 | Italia (bandiera)     | D     | Stefano Bettarini    |
| 12 | Italia (bandiera)     | P     | Giacomo Dondoli      |
| 13 | Italia (bandiera)     | D     | Lorenzo Collacchioni |
| 14 | Italia (bandiera)     | C     | Sandro Cois          |
| 15 | Italia (bandiera)     | D     | Roberto Mirri        |
| 16 | Italia (bandiera)     | D     | Simone Bartoloni     |
| 17 | Russia (bandiera)     | C     | Andrej Kančel'skis   |

| N. |                    | Ruolo | Calciatore          |
| -- | ------------------ | ----- | ------------------- |
| 18 | Italia (bandiera)  | A     | Francesco Flachi    |
| 19 | Italia (bandiera)  | A     | Davide Dionigi      |
| 20 | Italia (bandiera)  | A     | Domenico Morfeo     |
| 21 | Italia (bandiera)  | C     | Mirko Benin         |
| 22 | Italia (bandiera)  | P     | Valerio Fiori       |
| 23 | Italia (bandiera)  | C     | Anselmo Robbiati    |
| 24 | Italia (bandiera)  | C     | Christian Amoroso   |
| 25 | Belgio (bandiera)  | A     | Luís Oliveira       |
| 26 | Italia (bandiera)  | C     | Danilo Stefani      |
| 27 | Italia (bandiera)  | D     | Andrea Tarozzi      |
| 28 | Italia (bandiera)  | A     | Alessandro Atzeni   |
| 29 | Brasile (bandiera) | A     | Edmundo             |
| 30 | Italia (bandiera)  | D     | Alessandro Agostini |
| 31 | Italia (bandiera)  | A     | Riccardo Spigoli    |
| 32 | Italia (bandiera)  | C     | Carlo Carta         |
| 33 | Italia (bandiera)  | C     | Roberto Musso       |
| 34 | Italia (bandiera)  | A     | Francesco Tavano    |

## Risultati

### Serie A

#### Girone di andata
| Arbitro: | Messina (Bergamo) |

|                          |           |                         |
| M. Amoroso 29’ Poggi 73’ | Marcatori | 59’, 89’, 90’ Batistuta |

| Arbitro: | Rossi (Ciampino) |

|                                   |           |            |
| Batistuta 1’, 11’ Kančel'skis 39’ | Marcatori | 2’ Ventola |

| Arbitro: | Cesari (Genova) |

|                                         |           |                          |
| Ronaldo 45’ Moriero 72’ Djorkaeff I 81’ | Marcatori | 46’ Serena 47’ Batistuta |

| Arbitro: | Rodomonti (Teramo) |

|               |           |                              |
| Batistuta 24’ | Marcatori | 60’ Tonetto 90’ Martusciello |

| Arbitro: | Bazzoli (Merano) |

|                              |           |                     |
| F. Inzaghi 33’ Del Piero 36’ | Marcatori | 24’ (aut.) Pessotto |

| Firenze 19 ottobre 1997 6ª giornata | Fiorentina      | 0 – 0 | Roma | Stadio Artemio Franchi\| Arbitro: \| Boggi (Salerno) \| |
| Arbitro:                            | Boggi (Salerno) |       |      |                                                         |

| Piacenza 2 novembre 1997 7ª giornata | Piacenza           | 0 – 0 | Fiorentina | Stadio Leonardo Garilli\| Arbitro: \| De Santis (Tivoli) \| |
| Arbitro:                             | De Santis (Tivoli) |       |            |                                                             |

| Arbitro: | Branzoni (Pavia) |

|                                                          |           |  |
| Batistuta 18’, 92’ Oliveira 45’, 63’ M. Rossi 51’ (aut.) | Marcatori |  |

| Arbitro: | Pellegrino (Barcellona Pozzo di Gotto) |

|                             |           |                            |
| Andersson 35’ Paramatti 73’ | Marcatori | 30’ Oliveira 83’ Batistuta |

| Arbitro: | Treossi (Forlì) |

|             |           |              |
| Turrini 34’ | Marcatori | 28’ Firicano |

| Arbitro: | Pairetto (Nichelino) |

|               |           |              |
| D. Morfeo 58’ | Marcatori | 54’ Apolloni |

| Arbitro: | Borriello (Mantova) |

|               |           |                                                       |
| Di Napoli 81’ | Marcatori | 7’, 54’ Oliveira 43’ Batistuta 59’ Serena 65’ Schwarz |

| Arbitro: | Trentalange (Torino) |

|                                                                 |           |  |
| Padalino 27’ Serena 48’ Oliveira 77’ Batistuta 83’ Robbiati 90’ | Marcatori |  |

| Arbitro: | Messina (Bergamo) |

|              |           |              |
| Batistuta 7’ | Marcatori | 78’ Montella |

| Arbitro: | Bazzoli (Merano) |

|                   |           |                                           |
| Hübner 53’ (rig.) | Marcatori | 48’ D. Morfeo 61’ Batistuta 81’ Rui Costa |

| Arbitro: | Cesari (Genova) |

|          |           |                                    |
| Cois 29’ | Marcatori | 31’ Bokšić 78’ Rambaudi 84’ Nedvěd |

| Arbitro: | Borriello (Mantova) |

|  |           |                           |
|  | Marcatori | 3’ Oliveira 52’ D. Morfeo |

#### Girone di ritorno
| Arbitro: | Treossi (Forlì) |

|              |           |  |
| Oliveira 75’ | Marcatori |  |

| Arbitro: | Bolognino (Milano) |

|  |           |               |
|  | Marcatori | 71’ D. Morfeo |

| Arbitro: | Boggi (Salerno) |

|               |           |             |
| Batistuta 42’ | Marcatori | 26’ Ronaldo |

| Arbitro: | De Santis (Tivoli) |

|                 |           |              |
| C. Esposito 74’ | Marcatori | 52’ Oliveira |

| Arbitro: | Ceccarini (Livorno) |

|                                        |           |  |
| Firicano 31’ Oliveira 34’ Robbiati 79’ | Marcatori |  |

| Arbitro: | Treossi (Forlì) |

|                                                |           |               |
| Paulo Sérgio 12’ Delvecchio 32’, 41’ Totti 56’ | Marcatori | 71’ Batistuta |

| Arbitro: | Racalbuto (Gallarate) |

|                      |           |                    |
| D. Morfeo 71’ (rig.) | Marcatori | 28’ (rig.) Dionigi |

| Arbitro: | Rossi (Ciampino) |

|              |           |              |
| M. Rossi 69’ | Marcatori | 87’ Oliveira |

| Arbitro: | Rodomonti (Teramo) |

|                     |           |                      |
| Oliveira 36’ (rig.) | Marcatori | 40’ (rig.) R. Baggio |

| Arbitro: | Farina (Novi Ligure) |

|                                             |           |  |
| Batistuta 40’, 67’ Robbiati 80’ Edmundo 86’ | Marcatori |  |

| Arbitro: | Bolognino (Milano) |

|            |           |                           |
| Crespo 58’ | Marcatori | 54’ Edmundo 77’ Rui Costa |

| Arbitro: | Bazzoli (Merano) |

|              |           |            |
| Oliveira 33’ | Marcatori | 11’ Méndez |

| Arbitro: | Messina (Bergamo) |

|             |           |  |
| Boselli 59’ | Marcatori |  |

| Arbitro: | Bettin (Padova) |

|                   |           |  |
| Montella 38’, 77’ | Marcatori |  |

| Arbitro: | Serena (Bassano del Grappa) |

|                                                        |           |            |
| Batistuta 1’, 40’ Oliveira 35’ Edmundo 38’ Schwarz 48’ | Marcatori | 53’ Hübner |

| Arbitro: | Farina (Novi Ligure) |

|                   |           |                                                      |
| Serena 42’ (aut.) | Marcatori | 13’ Oliveira 24’ Edmundo 41’ Batistuta 84’ Rui Costa |

| Arbitro: | De Santis (Tivoli) |

|                              |           |  |
| Robbiati 50’ Kančel'skis 55’ | Marcatori |  |

### Coppa Italia
| Arbitro: | Lana (Torino) |

|  |           |                                  |
|  | Marcatori | 15’ Batistuta 55’ (rig.) Dionigi |

| Arbitro: | Pin (Conegliano) |

|                          |           |              |
| Flachi 18’ Batistuta 90’ | Marcatori | 12’ Pistella |

| Arbitro: | Bettin (Padova) |

|               |           |  |
| Batistuta 72’ | Marcatori |  |

| Arbitro: | Bolognino (Milano) |

|                     |           |                                    |
| Tisci 24’ Gelsi 32’ | Marcatori | 44’ (rig.) D. Morfeo 85’ Rui Costa |

| Arbitro: | Treossi (Forlì) |

|                                 |           |                           |
| Rui Costa 5’ Montero 42’ (aut.) | Marcatori | 64’ F. Inzaghi 73’ Zidane |

| Torino 20 gennaio 1998 Quarti di finale - Ritorno | Juventus           | 0 – 0 | Fiorentina | Stadio delle Alpi\| Arbitro: \| Rodomonti (Teramo) \| |
| Arbitro:                                          | Rodomonti (Teramo) |       |            |                                                       |

## Statistiche

### Statistiche di squadra
| Competizione | Punti | In casa | In casa | In casa | In casa | In casa | In casa | In trasferta | In trasferta | In trasferta | In trasferta | In trasferta | In trasferta | Totale | Totale | Totale | Totale | Totale | Totale | DR  |
| Competizione | Punti | G       | V       | N       | P       | Gf      | Gs      | G            | V            | N            | P            | Gf           | Gs           | G      | V      | N      | P      | Gf     | Gs     | DR  |
| ------------ | ----- | ------- | ------- | ------- | ------- | ------- | ------- | ------------ | ------------ | ------------ | ------------ | ------------ | ------------ | ------ | ------ | ------ | ------ | ------ | ------ | --- |
| Serie A      | 57    | 17      | 8       | 7       | 2       | 36      | 13      | 17           | 7            | 5            | 5            | 29           | 23           | 34     | 15     | 12     | 7      | 65     | 36     | +29 |
| Coppa Italia |       | 3       | 2       | 1       | 0       | 5       | 3       | 3            | 1            | 2            | 0            | 4            | 2            | 6      | 3      | 3      | 0      | 9      | 5      | +4  |
| Totale       |       | 20      | 10      | 8       | 2       | 41      | 16      | 20           | 8            | 7            | 5            | 33           | 25           | 40     | 18     | 15     | 7      | 74     | 41     | +33 |

### Statistiche dei giocatori[7]
| Giocatore      | Serie A  | Serie A | Serie A     | Serie A    | Coppa Italia | Coppa Italia | Coppa Italia | Coppa Italia | Totale   | Totale | Totale      | Totale     |
| Giocatore      | Presenze | Reti    | Ammonizioni | Espulsioni | Presenze     | Reti         | Ammonizioni  | Espulsioni   | Presenze | Reti   | Ammonizioni | Espulsioni |
| -------------- | -------- | ------- | ----------- | ---------- | ------------ | ------------ | ------------ | ------------ | -------- | ------ | ----------- | ---------- |
| C. Amoroso     | 15       | 0       | ?           | ?          | 2            | 0            | ?            | ?            | 17       | 0      | ?           | ?          |
| A. Atzeni      | 2        | 0       | ?           | ?          | -            | -            | ?            | ?            | 2        | 0      | ?           | ?          |
| G. Batistuta   | 31       | 21      | ?           | ?          | 5            | 3            | ?            | ?            | 36       | 24     | ?           | ?          |
| S. Bettarini   | 16       | 0       | ?           | ?          | 6            | 0            | ?            | ?            | 22       | 0      | ?           | ?          |
| E. Bigica (I)  | 9        | 0       | ?           | ?          | 3            | 0            | ?            | ?            | 12       | 0      | ?           | ?          |
| C. Carta       | 1        | 0       | ?           | ?          | -            | -            | ?            | ?            | 1        | 0      | ?           | ?          |
| S. Cois        | 28       | 1       | ?           | ?          | 3            | 0            | ?            | ?            | 31       | 1      | ?           | ?          |
| D. Dionigi     | 2        | 0       | ?           | ?          | 2            | 1            | ?            | ?            | 4        | 1      | ?           | ?          |
| Edmundo        | 9        | 4       | ?           | ?          | 1            | 0            | ?            | ?            | 10       | 4      | ?           | ?          |
| G. Falcone     | 25       | 0       | ?           | ?          | 4            | 0            | ?            | ?            | 29       | 0      | ?           | ?          |
| V. Fiori       | 1        | 0       | ?           | ?          | 3            | -1           | ?            | ?            | 4        | -1     | ?           | ?          |
| A. Firicano    | 31       | 2       | ?           | ?          | 6            | 0            | ?            | ?            | 37       | 2      | ?           | ?          |
| F. Flachi      | 3        | 0       | ?           | ?          | 4            | 1            | ?            | ?            | 7        | 1      | ?           | ?          |
| A. Kančel'skis | 17       | 2       | ?           | ?          | 2            | 0            | ?            | ?            | 19       | 2      | ?           | ?          |
| R. Mirri       | 5        | 0       | ?           | ?          | 4            | 0            | ?            | ?            | 9        | 0      | ?           | ?          |
| D. Morfeo      | 24       | 5       | ?           | ?          | 5            | 1            | ?            | ?            | 29       | 6      | ?           | ?          |
| L. Oliveira    | 33       | 15      | ?           | ?          | 3            | 0            | ?            | ?            | 36       | 15     | ?           | ?          |
| P. Padalino    | 28       | 1       | ?           | ?          | 2            | 0            | ?            | ?            | 30       | 1      | ?           | ?          |
| G. Piacentini  | 7        | 0       | ?           | ?          | 4            | 0            | ?            | ?            | 11       | 0      | ?           | ?          |
| A. Robbiati    | 25       | 4       | ?           | ?          | 3            | 0            | ?            | ?            | 28       | 4      | ?           | ?          |
| Rui Costa      | 32       | 3       | ?           | ?          | 5            | 2            | ?            | ?            | 37       | 5      | ?           | ?          |
| S. Schwarz     | 22       | 2       | ?           | ?          | 4            | 0            | ?            | ?            | 26       | 2      | ?           | ?          |
| M. Serena      | 31       | 3       | ?           | ?          | 4            | 0            | ?            | ?            | 35       | 3      | ?           | ?          |
| A. Tarozzi     | 29       | 0       | ?           | ?          | 5            | 0            | ?            | ?            | 34       | 0      | ?           | ?          |
| F. Toldo       | 34       | -36     | ?           | ?          | 3            | -4           | ?            | ?            | 37       | -40    | ?           | ?          |